# Bela powisiana
Bela powisiana é uma espécie de gastrópode da família Mangeliidae.